# Yakov Smorodinskii
Yakov Abramovich Smorodinskii (em russo:  Яков Абрамович Смородинский; Malaya Vishera, 20 de dezembro de 1917 – Dubna, 16 de outubro) foi um físico soviético, que trabalhou com física nuclear e física de partículas.
Smorodinskii estudou de 1934 a 1939 na Universidade Estatal de São Petersburgo, especialmente com Matvei Petrovich Bronstein, que depois foi vítima da perseguição stalinista, que também levou à prisão de outros representantes da faculdade em Leningrado. Em 1939 obteve o diploma, orientado por L.E. Gurewitsch. Era então um aluno de Lev Landau (que foi libertado em 1939 da prisão). Em 1944 surgiu um trabalho conjunto sobre espalhamento próton-próton (JETP, Volume 14, p. 269) e com Landau publicou mais tarde um livro introdutório sobre física nuclear. A partir de 1944 trabalhou no Laboratório 2 em pesquisa secreta para separação isotópica de urânio em sistemas de difusão. A partir de 1946 esteve no Instituto de Engenharia Física em Moscou (MEPhI), fundado em 1942. Em 1948 habilitou-se e em 1952 tornou-se professor. A partir de 1956 trabalhou no Instituto Central de Investigações Nucleares em Dubna, no laboratório de física teórica.
Na década de 1960 publicou um trabalho influente com Naum Vilenkin sobre a teoria da representação do grupo de Lorentz e sua aplicação à teoria do espalhamento relativista. Sobre este assunto trabalhou com seu aluno de doutorado Pavel Winternitz.